# Сочинение брата и сестры
«Сочинение брата и сестры» (яп. つづり方兄妹, Tsuzurikata kyodai; англ. Teaching Them How to Write / The Child Writers) — фильм-драма режиссёра Сэйдзи Хисамацу, вышедший на экраны в 1958 году.

## Сюжет
Трогательная история о маленьком Футяне и его сестрёнке Матико. Родители ребят очень бедны, но дети не унывают — они вместе бегают в школу и находят много интересного в жизни. Дети любят литературу и хорошо пишут сочинения. Услышав, что объявлен всемирный конкурс на лучшее сочинение, они решают принять в нём участие и пишут сочинение о том, что их школу хотят снести, а на её месте хотят построить военный завод, о том, как трудно живётся их родителям, как они бедны, но никогда не теряют бодрости духа и надежды. Сочинение ушло в Москву, и ребята с нетерпением ожидают решения. Но Футян не дождался ответа, он простудился и тяжело заболел. А так как на его лечение не было денег, маленький Футян умер, а вскоре пришёл и ответ — сочинению брата и сестры присуждена первая премия.

## В ролях
- Масао Ода — Гэндзи Номура
- Юко Мотидзуки — Мицу
- Тэруо Тогава — Кэйити
- Мари Такэно — Матико
- Ёсио Дзуси — Футян
- Нобуко Отова — тётя
- Кёко Кагава — Сугита, учительница
- Тэрумо Футаги — Кикуко
- Хисая Морисигэ — господин Кавахара
- Кэйко Цусима — Нацу
- Кин Сугаи — Токи Кавахара
- Бокудзэн Хидари — Накахара
- Тэруми Ники — Кирико

## Премьеры
- — 23 августа 1958 года состоялась национальная премьера фильма в Токио[1].
- — с 9 сентября 1958 года кинолента демонстрировалась по всей территории Японии[1].
- — с июля 1960 года фильм демонстрировался в советском кинопрокате[2].
- — американская премьера фильма состоялась 29 августа 1971 года[1].

## Комментарии
1. ↑  Слово сочинение в единственном числе написано правильно, в отличие от написания на многих русскоязычных сайтах Интернета, где написано во множественном числе (сочинения). В советском прокате фильм демонстрировался именно под названием «Сочинение брата и сестры». О том, что сочинение было единственным можно понять и из содержания фильма (или описания сюжета).